# Teatre d'Amfiarau
El Teatre d'Amfiarau era un antic teatre grec situat a l'Oracle d'Amfiarau, a prop d'Oropos, a l'Àtica Oriental, a Grècia. Les ruïnes se'n troben a la zona arqueològica de l'oracle, a l'actual municipi d'Oropos.

## Història

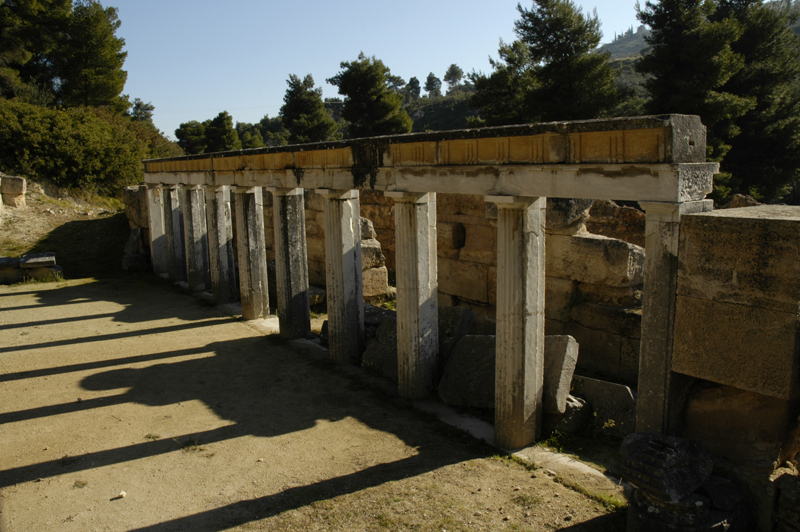
El reformat prosceni del Teatre d'Amfiarau

El teatre fou construït en el període hel·lenístic cap a l'any 200 abans de la nostra era. Es trobava al vessant nord d'un santuari construït al congost, al nord de l'extrem occidental de l'Estoa d'Amfiarau. El teatre s'utilitzava en el santuari per al festival dels jocs Amfiaraies, que se celebrava cada quatre anys. L'edifici estigué en actiu fins a l'època romana, quan s'hi reformà.

## Descripció
El teatre era un típic edifici teatral grec semicircular amb un escenari circular (orchestra) al bell mig. En la primera filera de l'auditori hi havia cinc seients d'honor amb respatller de marbre. D'altra banda, els seients de l'auditori devien ser de fusta. La skené era un edifici de dues plantes. Tenia un prosceni, amb vuit columnes dòriques, que s'han restaurat. En el plànol arquitectònic tenia inscrita una dedicatòria a Amfiarau. Durant l'època romana, les entrades parodoi del teatre tenien columnes jòniques.